# اد سوزا
اد سوزا (انگلیسی: Ed Souza; ۲۲ سپتامبر ۱۹۲۱ – ۱۹ مهٔ ۱۹۷۹) بازیکن فوتبال پرتغالی‌تبار اهل ایالات متحده آمریکا بود.
وی همچنین در تیم ملی فوتبال ایالات متحده آمریکا بازی کرده‌است.